# Дая (Аполд, Муреш)
Дая (рум. Daia) — село у повіті Муреш в Румунії. Входить до складу комуни Аполд.
Село розташоване на відстані 211 км на північний захід від Бухареста, 51 км на південний схід від Тиргу-Муреша, 121 км на південний схід від Клуж-Напоки, 77 км на північний захід від Брашова.

## Населення
За даними перепису населення 2002 року у селі проживали 557 осіб. Рідною мовою 555 осіб (99,6%) назвали румунську.
Національний склад населення села:
| Національність | Кількість осіб | Відсоток |
| -------------- | -------------- | -------- |
| румуни         | 410            | 73,6%    |
| цигани         | 143            | 25,7%    |